# 토욕혼
토욕혼(영어: Tuyuhun, 한자: 吐谷渾)은 4세기 경부터 663년 토번의 침공으로 완전히 멸망하기 전까지 존속한 민족이며, 또한 그들이 세운 국가명(토욕혼국)이다. 그들은 선비족 모용씨로부터 내려온 부족이라고 전해진다.
토욕혼의 창시자는 모용 토욕혼이며, 그의 이복동생은 전연의 시조인 모용외이다. 기록에 따르면 토욕혼은 모용외와 다투다가 남쪽으로 내려왔다고 한다. 토욕혼은 285년 모용 토욕혼이 창시하였으며, 중국에서 하남국(河南國)으로 알려지게 된다. 티베트에서는 아시(阿柴, Azha)라고 불렸다. 얼마 지나자 백란(白蘭)이라는 명칭으로 바뀌어 알려졌다. 수도는 칭하이호의 서쪽에 있었으며, 부사(伏俟)라고 불렸다.

## 역사

### 건국
토욕혼의 시조인 모용토욕혼은 본래 모용선비의 수장인 모용섭귀의 서자로, 아버지로부터 부락민 1700가(家)를 물려받았다. 이후 아버지 모용섭귀가 죽고 285년에 적자인 모용외가 그 지위를 계승하였는데, 모용토욕혼은 말을 방목하는 문제로 모용외와 충돌을 빚자 본래 근거지인 요동을 떠나 서쪽의 음산(陰山) 일대로 이주하였다. 이후 영가의 난(307~312) 시기에 다시 서쪽의 감송(甘松) 일대로 이동하였으며, 그 영역이 백란(白蘭) 일대에까지 달하게 되었다. 모용토욕혼은 317년, 72세의 나이로 죽었는데, 토욕혼이라는 국호가 바로 그 이름에서 유래하였다. 건국 초기의 토욕혼은 유목생활을 하면서 주변의 강족 · 흉노 등의 세력과 융합하였다. 그러나 그 과정에서 무력충돌도 적지 않아서 329년, 수장인 모용토연이 휘하에 거느렸던 강족인 강총(姜聰)의 배신으로 칼을 맞아 죽기도 하였다.

### 오호십육국시대
한편 토욕혼은 오호십육국시대에 이르러서는 화북의 이민족 국가들과 교류를 하였는데, 371년에는 전진의 부견에게 말 1천 필과 금은 5백 근을 바치고 안원장군의 관작을 받았다. 또한 서진의 걸복건귀에게 조공을 하고는 백란왕의 작위를 받았다. 이후 토욕혼은 걸복건귀가 하사한 작위를 거부하고 충돌을 일으켰다가 걸복건귀의 침공을 받았고, 모용오흘제 때에 이르러서는 장안을 점령한 걸복건귀의 국경을 약탈하였다가 다시 침공을 받고 크게 패하여 1만여 명에 달하는 인구를 잃었다. 이후에도 걸복건귀와 그 아들 걸복치반에게 수차례 충돌했으나 패하였는데, 모용수락간은 이로 인해 분을 참지 못하고 병에 걸려 죽었다.

### 남북조시대와 수당시대
토욕혼은 모용아시 때(417~424)에 이르러 주변의 저족과 강족의 부락들을 합병함으로써 그 영토가 사방으로 수천 리에 달하여 강국으로 불리게 되었다. 또한 모용모괴(慕容慕璝)  때(424~436)에 이르러 진주 · 양주의 유랑민 및 강족을 비롯한 여러 이민족들을 흡수하여 남쪽으로는 촉한과 통하였고, 북쪽으로는 양주 · 대하와 통하는 등 그 세력이 크게 확장되었다. 이 시기에 이르러 토욕혼은 중국 남조의 유송에 사자를 수차례 파견하여 교류하였다. 또한 북조의 북위와도 교류를 시작하여, 431년에는 북위와 연합하여 대하를 공격하여 그 마지막 황제인 혁련정을 사로잡고는 북위로 압송하였다.
이후 북조의 북위와 남조의 유송은 토욕혼을 서로 자기 편으로 끌어들이기 위해 외교전을 전개하였는데, 토욕혼은 대체로 유송과 더욱 사이가 가까웠다. 이후 439년, 북위는 북량(北涼)을 멸망시키고 화북을 통일한 후에 토욕혼을 제압하기 위하여 444년 6월에는 토욕혼 내의 권력투쟁에 개입하였으며, 446년 8월에는 마침내 직접 토욕혼을 침략하여 서쪽으로 밀어냈다. 그러나 451년에 집권한 모용습인은 북위와 유송 사이에서 양다리 외교를 펼쳤고, 북위는 460년 4월에 다시 토욕혼을 공격하였다. 토욕혼은 북위의 공격을 받을 때마다 유목민족의 특성을 살려 먼 거리를 이동하여 이를 피하는 식으로 대응하였고, 북위는 끝내 토욕혼을 굴복시키지 못하였다.
그러나 470년 이후로도 북위가 수차례 토욕혼을 공격하였고, 유송의 도움을 받지 못한채 기근에 시달리던 모용섭인은 결국 473년 8월에 북위에 항복하였다. 모용섭인의 뒤를 이은 모용복련주(慕容伏連籌)는 492년 7월, 북위 효문제(孝文帝)에 의해 "사지절 · 도독 · 서수제군사 · 정서장군 · 영호서융중랑장 · 서해군개국공 · 토욕혼왕"에 책봉되기도 하였다. 이처럼 토욕혼은 북위의 번국을 자처하게 되었음에도 불구하고, 《위서》에 따르면 "새표(塞表) 내에서 부강한 나라로 불러지며, 거의 천조(天朝, 북위)에 준하는 관사(官司)를 두고 여러 나라에 칭제(稱制)하여 스스로 대국(大國)임을 자랑하였다."고 할 정도로 주변 지역 내에서는 독자적인 세력과 위상을 구축하였다.
토욕혼은 점차 성장하여 티베트고원에서도 상당한 세력을 갖게 되었다. 그에 따라, 15대 가한인 모용과려(慕容誇呂) 때부터는 중국의 국가들과 전쟁도 하게 되었다.
토욕혼은 7세기 이래로 점차 세력이 약해졌다. 이 때 티베트고원에서 뛰어난 지도자인 송첸감포가 나타나 토번을 세우고 티베트고원을 통일하게 되었다. 강성해진 토번은 점차 토욕혼을 위협하다가, 마지막 가한인 오지야발륵두가한(烏地也拔勒豆可汗) 모용낙갈발(慕容諾曷鉢) 때인 663년에 토욕혼의 수도 부사를 격파하였고, 672년에는 토번의 영향력이 토욕혼의 모든 땅에 미치게 되어 사실상 멸망하게 되었다.
이후 낙갈발은 당으로 가 선주(鄯州, 지금의 해동海東-청해의 내부 지역)에서 잔여 토욕혼 백성들을 모았지만, 토번의 공격에 의해 실패하여 영주(靈州, 지금의 은천銀川-영하의 내부 지역)으로 이동하여 다시 저항하였으나, 역시 실패하였다. 결국 낙갈발은 당나라에 의해 안락주(安樂州)의 태수로 임명되었으며 688년 사망하였다. 그 후 아들인 모용충도 토욕혼을 부흥시키지 못하고, 그 후 토욕혼의 모용씨는 완전히 대가 끊어지게 되었다.

## 문화
토욕혼은 유목 민족이여서 말, 소, 낙타 등을 많이 키웠지만, 농사도 지었다. 또한 그들은 실크로드에 위치하고 있었기 때문에 경제적으로 부강한 힘을 확보할 수 있었으며, 불승들이 많이 경로로 이용하고 활동하여 원래 샤머니즘을 믿었으나 불교를 믿게 되었다.

## 계보
1. 하남왕 모용토욕혼(河南王 慕容吐谷渾, 재위 : 285년 - 317년)
2. 하남왕 모용토연(河南王 慕容吐延, 재위 : 317년 - 329년)
3. 토욕혼왕 모용엽연(吐谷渾王 慕容葉延, 재위 : 329년 - 351년)
4. 토욕혼왕 모용쇄해(吐谷渾王 慕容碎奚, 재위 : 351년 - 371년)
5. 백란왕 모용시련(白蘭王 慕容視連, 재위 : 371년 - 390년)
6. 토욕혼왕 모용시비(吐谷渾王 慕容視羆, 재위 : 390년 - 400년)
7. 대선우 모용오흘제(大單于 慕容烏紇褆, 재위 : 400년 - 405년)
8. 무인가한(대선우, 무왕) 모용수락간(戊寅可汗(武王) 慕容樹洛干, 재위 : 405년-417년)
9. 백란왕 모용아시(慕容阿柴, 재위 : 417년 - 424년)
10. 혜왕(농서왕) 모용모괴(惠王(隴西王) 慕容慕璝, 재위 : 424년 - 436년)
11. 하남왕 모용모리연(慕容慕利延, 재위 : 436년 - 452년)
12. 하남왕(서평왕) 모용습인(河南王(西平王) 慕容拾寅, 재위 : 452년 - 481년)
13. 하남왕 모용도이후(河南王 慕容度易侯, 재위 : 481년 - 490년)
14. 모용복련주(慕容伏連籌, 재위 : 490년 - 540년)
15. 가한 모용과려(可汗 慕容誇呂, 재위 : 540년 - 591년)
16. 가한 모용세복(可汗 慕容世伏, 재위 : 591년 - 597년)
17. 보살발가한 모용복윤(步薩鉢可汗 慕容伏允, 재위 : 597년 - 635년)
18. 대령왕(서평군왕, 굴고려오감두가한) 모용순(大寧王(西平郡王, 趉故呂烏甘豆可汗) 慕容順, 재위 : 635년)
19. 하원군왕(오지야발륵두가한) 모용낙갈발(河源郡王 慕容諾曷鉢, 재위 : 635년 - 672년)

## 같이 보기
- 5세기의 정치적 국가 목록